# Пірол
Піро́л — це гетероциклічна ароматична органічна сполука з п'ятичленним кільцем, що охарактеризовується формулою C4H4NH.
Вперше пірол було отримано Фрідлібом Рунге у 1834 році, а виділено у чистому вигляді приблизно через 20 років при сухій перегонці рогів та копит; пізніше його було синтезовано нагріванням амонійної солі слизевої кислоти. Будова його була встановлена А. Байером у 1870 р.

## Властивості
Пірол проявляє набагато нижчу основність в порівнянні із іншими амінами та органічними сполуками подібними до піридину, його константа основності близько pKaH -4. Це пов'язано із структурним фактором молекули: третій ковалентний зв'язок із атомом гідрогену та вільна електронна пара нітрогену разом із іншими двома зв'язками, які формують цикл, мають знаходитися в тетраедричному положенні. Але вільна електронна пара захоплюється подвійним дієновим зв'язком і формують 4n+2 ароматичну систему (за правилом Хюккеля). Із вищенаписаного випливає, що молекула не має вільної електронної пари, для утворення зв'язку із вільним атомом гідрогену. При примусовій дії протонними кислотами атом нітрогену переходить sp3 гібридизований стан, але це призводить порушення ароматичності, який є більш енергетично вигіднішим станом.

## Отримання
Пірол уперше був добутий у 1858 році з продуктів сухої перегонки кісток.
Досить багато методів органічного синтезу представлені для синтезу піролу та його похідних. Класичними іменними реакціями є: синтез за Кнорром, синтез за Хантчем, та синтез Паар-Кнорра.
Вихідними сполуками для реакції Пілот-Робінсон пірольного синтезу є 2 еквівалентні альдегіди та гідразин. Продуктами реакції є пірол із відповідними замісниками в положеннях 3 і 4. Альдегід взаємодіє з диаміном з утворенням інтермедіатом диіміном (R-C=N-N=C-R), який, при додаванні хлоридної кислоти, зациклюється в пірол, виділяючи при цьому аміак.
В одній із модифікацій пропіональдегід спочатку взаємодіє із гідразином а потім із бензоїлхлоридом при мікрохвильовому нагріванні:
На другому кроці реакції утворений інтермедіат долає сігматропне перегрупування [3,3].
Одним із сучасних промислових методів добування піролу є фракційна перегонка кісткового дьогтю.
Його також отримують амінуванням ацетилену або бут-2-ин-1,4-діолу, який утворюється при взаємодії ацетилену з формальдегідом:
(також утворюється водень)
Ще один спосіб отримання — це отримання з інших п'ятичленних гетероцикліцних сполук, які при 450 °C в присутності оксиду алюмінію переходять одне в одного:
{\displaystyle {\ce {C_{4}H_{4}O->[{+NH_{3}}][{-H_{2}O}]C_{4}H_{4}NH<-[{+NH_{3}}][{-H_{2}S}]C_{4}H_{4}S}}}

## Хімічні властивості
Обидва N- і C- протони піролу є помірно кислотними і можуть бути депротонованими сильними основами, такими як гідриди металів та літійорганічними сполуками. Утворені «піроліди» є нуклеофілами. Захоплюючи спряжені основи електрофілами (такими як алкіл чи ацил галогеніди) можна дослідити, які положення кільця були депротоновані основами, тобто які позиції кільця є актуальними в реакціях як нуклеофіли. Розподіл продуктів таких реакцій часто досить складний і залежить від використовуваних основ (Li+ бутиллітію чи Na+ гідриду натрію), заміна радикалів у піролі, та електрофілів.
Резонансна структура піролу дає можливість прогнозувати реакційну здатність сполуки. Подібно до Фурану та Тіофену, пірол більш реакційно здатніший, ніж бензол в реакціях нуклеофільного ароматичного заміщення, тому що здатний стабілізувати позитивний заряд в інтермедіаті. Це відбувається через можливість нітрогену передати вільну електронну пару в резонансне кільце

Електрофільне заміщення піролу переважно проходить в 2-ге та 5-те положення, хоча можливе отримання 3- і 4- заміщених похідних із меншими виходами. Дві таких реакції, які мають особливе значення при добуванні пірольних функціоналізованих похідних: реакція Манніха та реакція Вільсмаєра-Хаака, при чому обоє є сумісними з різноманітними пірольними похідними. При взаємодії піролу із формальдегідом утворюються порфіринові похідні.
Пірол та його похідні також можуть брати участь у реакціях циклоприєднання (реакція Дільса-Альдера) за певних умов: нагріванні, каталізі кислотами Льюіса та підвищенні тиску.
Приєднує водень. При цьому утворюється або 2,5-дигідропірол або піролідин:
{\displaystyle {\ce {C_4H_4NH + H_2 ->[Zn]C_4H_6NH}}}
{\displaystyle {\ce {C_4H_4NH + 2H_2 ->[Ni,200^oC]C_4H_8NH}}}
У присутності лугів окиснюється перманганотом калію з утворенням іміду малеїнової кислоти.

## Комерційне використання
В 1994 відзвітовано, що 5 найвпливовіших компаній виробництва тютюнових виробів використовують пірол, як і інші 599 додатків до цигарок. Мета та ціль таких додатків невідома.

## Похідні
Похідні п'ятичленного ароматичного азотовмісного гетеро-циклу піролу (С4H4NH), 6π-електронну ароматичну оболонку якого створюють 4π-електрони атомів C та вільна електронна пара пірольного атома N (атом —N:<, що входить у кон'юговані гетероцикли). Майже позбавлені основних властивостей, незаміщені по атому N проявляють слабкі кислотні властивості, замінюють атом H на метал. Електрофільні реакції (протонування, меркурування, галогенування, сульфування та ін.) протікають переважно в α-положенні гетероядра.
Заміщені похідні також називаються піролами. Для прикладу, C4H4NCH3 — N-метилпірол. Порфобіліногени це тризаміщені піролу, які є біосинтетичними прекурсорами для багатьох природних сполук.
Піроли є компонентами багатьох макроциклічних комплексів, включаючи порфірини гему, хлорини та бактеріохлорини хлорофілу та порфіриногенів.